# Nikolaus von Gerlach
Nikolaus von Gerlach (* 3. Februar 1875 in Oschersleben; † 10. April 1955 in Bischofswiesen) war ein deutscher Verwaltungsbeamter und preußischer Landrat in der Provinz Pommern im Kreis Bütow (1910–1917) und im Kreis Kolberg-Körlin (1917–1919).
Seine Eltern waren der Landrat Friedrich von Gerlach (1828–1891) und dessen Ehefrau Marie von Rohr (1837–1891).